# Ковалик, Дэниел
Дэниел «Дэн» Ковалик (род. 1968) — американский журналист, общественно-политический активист, юрист в области прав человека и трудовых прав. Активно публиковался в журнале CounterPunch и газете Хаффингтон пост, выступал на канале «Телесур». В настоящее время преподаёт предмет «Международные права человека» на юридическом факультете в университете Питтсбурга.

## Квалификация и награды
Окончил юридический факультет Колумбийского университета в 1993 году, имеет степень доктора юридических наук.
За работу по освещению убийств колумбийских профсоюзных деятелей в 2003 году Дэн Ковалик стал обладателем награды организации Project Censored.

## Профессиональная деятельность
Дэниел Ковалик занимался латиноамериканскими проектами, связанными с международными правами человека и социальной справедливостью. Является непримиримым критиком внешней политики США. В 2017 году посвятил ей свою первую книгу «Заговор с целью сделать Россию козлом отпущения: как ЦРУ и „Глубинное государство“ сговорились очернить Путина». По мнению обозревателей канала «Телесур», эта книга является убедительным разоблачением американской политики насаждения веры в собственную «исключительность». В ней автор рассматривает и подвергает острой критике политику НАТО по расширению в сторону границ Российской Федерации, непрекращающуюся демонизацию России и её политического руководства, затрагивая в то же время более широкую проблематику социального неравенства в мире.

### Колумбия
Газета «Крисчен сайенс монитор» назвала Ковалика «одним из самых выдающихся защитников колумбийских трудящихся в США». Он работал над исками против компании Кока-Кола, Драммонд и Оксидентал Петролеум, связанными с предполагаемыми нарушениями прав человека в Колумбии. Ковалик неоднократно обвинял США во вмешательстве во внутренние дела Колумбии и утверждал, что действия Америки мешают мирному развитию этой страны. Помимо этого, Ковалик обвинял колумбийские и американские власти в совершении массовых убийств в Колумбии в период между 2002 и 2009 годами

### Венесуэла
В ходе венесуэльских протестов (2014) Ковалик выступал в поддержку правительства Венесуэлы. В радиоинтервью с Мэтью Двайер о выборах в Венесуэле 2013 года Ковалик назвал Боливарианскую революцию «самой доброжелательной революцией в истории». 26 февраля 2014 года он принял участие в акции «Чавес был здесь», организованной посольством Венесуэлы в Вашингтоне в знак уважения наследию Уго Чавеса и поддержки Боливарианской революции

### США
В США Ковалик работает помощником генерального юрисконсульта профсоюза «Объединённые рабочие сталелитейной промышленности Америки».